# Маскаренская лысуха
Маскаре́нская лысу́ха (лат. Fulica newtonii) — вид вымерших птиц из семейства пастушковых.

## Описание
Известна в основном по ископаемым костям. Размером была несколько крупнее обыкновенной лысухи (длина тела до 45 см). По-видимому, была похожа на обыкновенную и хохлатую лысух.

## Ареал
Обитала на островах Маврикий и Реюньон.

## Образ жизни
По-видимому, не отличался от такового других лысух. Птица хорошо летала, что подтверждается присутствием одного и того же вида на обоих островах.

## Вымирание
Вид был подробно описан Дюбуа в 1674 году. Однако Дюбуа был последним натуралистом, видевшим эту лысуху на Реюньоне. На Маврикии этот вид исчез, видимо, в начале XVIII века. Причины вымирания — охота (хотя мясо лысухи отличалось неприятным вкусом) и разрушение среды обитания, в частности, осушение болот.